# Feldmark (Dinslaken)
Feldmark ist ein Ortsteil von Dinslaken. Er liegt zwischen Eppinghoven im Südwesten, Voerde im Nordwesten, Lohberg im Nordosten und Innenstadt im Südosten. Er umfasst die Siedlungsbezirke Hagenviertel und Dinslakener Bruch, die von der Eisenbahnlinie getrennt werden.
Die Verwendung des Namens Feldmark ist im allgemeinen Sprachgebrauch eher unüblich. Stattdessen wird zwischen dem historisch gewachsenen „Bruch“ und dem im Wesentlichen seit dem Zweiten Weltkrieg erschlossenen Hagenviertel unterschieden. Die Trennung zwischen beiden spiegelt sich auch im Kulturangebot wider. Während das Hagenviertel ein nahezu reines Wohngebiet ist – das angrenzende Naherholungsgebiet „Wohnungswald“ gehört bereits zum Stadtgebiet von Voerde –, sind im Bruch die Eissporthalle, das städtische Bad und der Volkspark angesiedelt.